# Boarmia harmodia
Boarmia harmodia là một loài bướm đêm trong họ Geometridae.